# Otto Bönold
Otto Bönold (* 29. Januar 1883 in Weißenfels; † nach 1935) war ein deutscher Pädagoge, der als Reichsfachschaftsleiter im Nationalsozialistischen Lehrerbund (NSLB) tätig war und das Nachrichtenblatt des NSLB, Gau Westfalen-Nord (ab 1934 Der Westfälische Erzieher) herausgab.

## Leben
Er wurde in der preußischen Kreisstadt Weißenfels im Regierungsbezirk Merseburg in der Provinz Sachsen als Nachkomme von Handwerksmeistern aus Thüringen geboren. Nach dem Besuch der Bürgerschule wechselte Otto Bönold an die Handelsschule und nahm eine Lehre an der Privathandelsschule in Leipzig auf, die er in Hamborn fortsetzte. Im Anschluss daran war er als Schulleiter einer eigenen Privathandelsschule in Bottrop in Westfalen tätig. Im Ersten Weltkrieg diente er als Unteroffizier bei der Miliz im Infanterie-Regiment 72.
Zum 1. Juli 1931 trat Otto Bönold der NSDAP bei (Mitgliedsnummer 593.528) und betätigte sich von Bottrop aus am Aufbau des Gaues Westfalen-Nord für den NSLB, er wurde erstes NSLB-Mitglied und wenig später Gauobmann. Im Juli 1933 erfolgte seine Ernennung zum Reichsfachschaftsleiter. Er leitete das Amt für Erzieher. Ab 1933 gab Otto Bönold das Nachrichtenblatt des Nationalsozialistischen Lehrerbundes, Gau Westfalen-Nord heraus.
Über das weitere Schicksal von Otto Bönold nach 1935 gibt es bislang keine weiteren wissenschaftlichen Untersuchungen.